# Reloj atómico

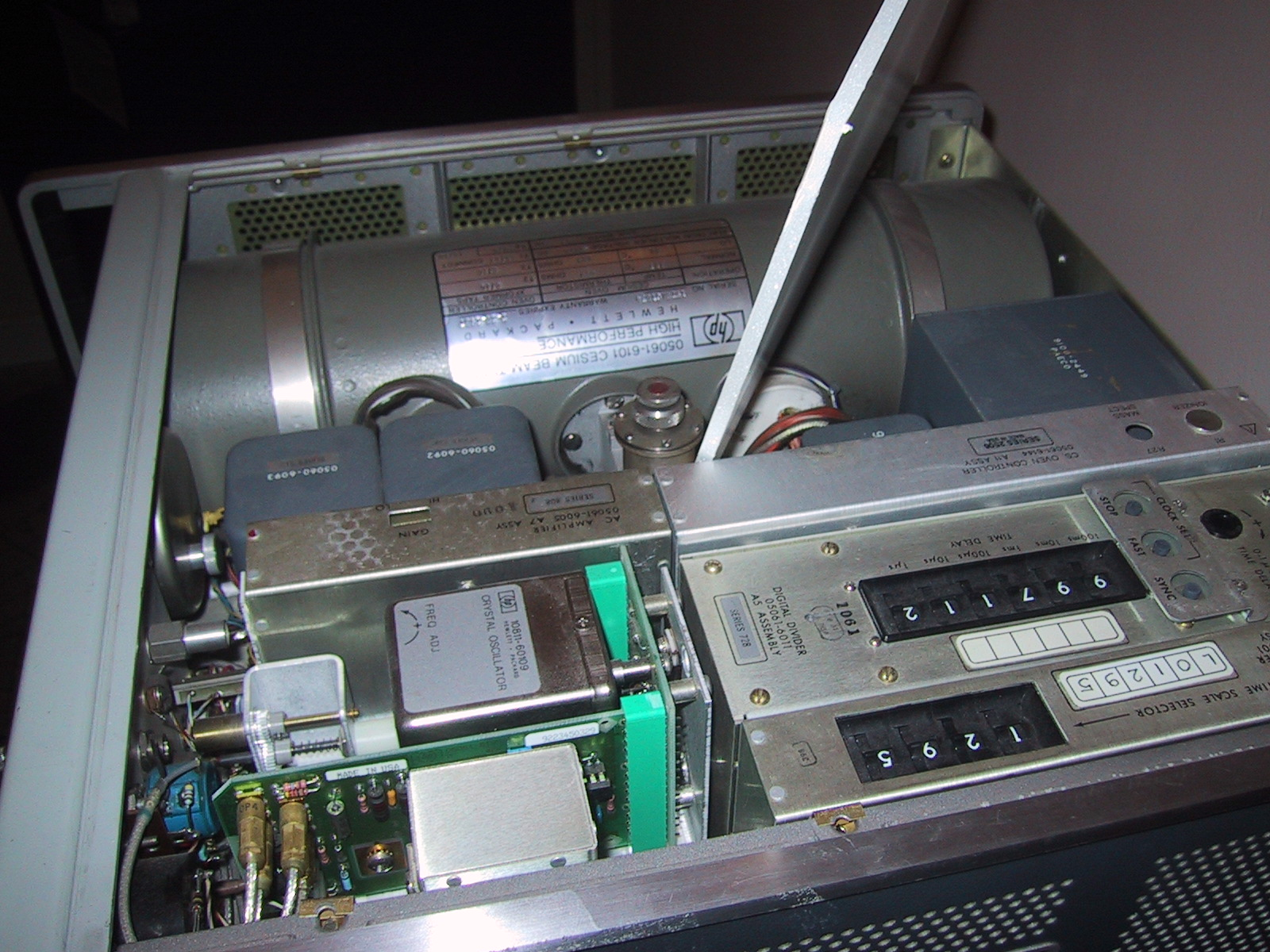
Reloj atómico de cesio.

Un reloj atómico es un tipo de reloj que, para alimentar su contador, utiliza una frecuencia de resonancia atómica normal. Los primeros relojes atómicos tomaban su referencia de un máser. Las mejores referencias atómicas de frecuencia (o relojes) modernas se basan en físicas más avanzadas, que involucran átomos fríos y fuentes atómicas. Las agencias de normas nacionales mantienen una exactitud de 10-9 segundos por día y una precisión igual a la frecuencia del transmisor de la radio que bombea el máser.
Los relojes atómicos mantienen una escala de tiempo continua y estable, el Tiempo Atómico Internacional (TAI). Para uso cotidiano se difunde otra escala cronológica: el Tiempo Universal Coordinado (UTC). El UTC deriva del TAI, pero se sincroniza usando segundos de intercalación con el Tiempo Universal (UT1), el cual se basa en la transición día–noche según las observaciones astronómicas. 
El primero se construyó por Willard Frank Libby, de los EE. UU., en 1949, basándose en ideas acerca de un fenómeno extremadamente regular: la resonancia magnética molecular y atómica, de Isidor Isaac Rabi, Premio Nobel de Física, aunque la precisión conseguida mediante amoníaco —molécula utilizada por el prototipo del National Institute of Standards and Technology (NIST)— no era muy superior a los estándares de la época, basados en osciladores de cuarzo.
Hoy los mejores patrones de frecuencia atómicos se basan en las propiedades físicas de las fuentes de emisión de cesio. El primer reloj atómico de cesio se construyó en 1955, en el National Physical Laboratory (NPL), en Inglaterra. Sus creadores fueron Louis Essen y John V.L Parry.
En el año 1967 los relojes atómicos basados en cesio habían conseguido fiabilidad suficiente como para que la Oficina Internacional de Pesas y Medidas eligiera la frecuencia de vibración atómica de los dispositivos creados y perfeccionados por Essen como nuevo patrón base para la definición de la unidad de tiempo físico. Según este patrón, un segundo se corresponde con 9 192 631 770 ciclos de la radiación asociada a la transición hiperfina desde el estado de reposo del isótopo de cesio 133: (133Cs).
La precisión alcanzada con este tipo de reloj atómico es tan elevada que admite únicamente un error de un segundo en 30 000 000 años. El reloj más preciso del mundo se diseña en el Observatorio de París, donde los actuales relojes atómicos tardarían 52 millones de años para desfasarse un segundo. El nuevo objetivo de la investigación francesa es aumentar ese plazo a 32 000 millones de años. El estándar actual de los relojes atómicos en activo permite el atraso de un segundo cada 3700 millones de años (NIST).

## Historia
Lord Kelvin sugirió por primera vez en 1879 la idea de utilizar la vibración atómica para medir el tiempo.
El método práctico para realizarlo se convirtió en la resonancia magnética, desarrollada en el decenio de 1930 por Isidor Isaac Rabi. El primer reloj atómico fue un dispositivo de máser de amoníaco construido en 1949 en la Oficina Nacional de Normas de EE. UU. NBS, ahora NIST). Era menos exacto que los relojes de cuarzo existentes, pero sirvió para demostrar el concepto. El primer reloj atómico exacto fue un estándar de cesio sobre la base de una cierta transición del átomo de 133Cs, construido por Louis Essen en 1955 en el Laboratorio Nacional de Física (Reino Unido). La calibración del reloj atómico estándar de cesio se efectuó mediante la escala cronológica astronómica tiempo de efemérides (TE).
Esto condujo a la más reciente definición de segundo acordada internacionalmente, por el Sistema Internacional de Unidades (SI), basada en tiempo atómico. Se ha verificado que la igualdad del segundo ET con la del segundo SI (reloj atómico) es de una precisión de 1 parte en 1010. El segundo SI hereda así el efecto de las decisiones de los diseñadores originales de la escala cronológica ET: tiempo de efemérides, la determinación de la duración del segundo ET.
Mayo de 2009. El reloj atómico óptico de estroncio JILA (siglas de Joint Institute for Laboratory Astrophysics) es ahora el reloj más exacto del mundo sobre la base de átomos neutros. Un luminoso láser azul en los átomos de estroncio ultrafríos en una trampa óptica que prueba sobre la eficacia de una explosión previa de luz de un láser de color rojo ha impulsado los átomos a un estado excitado. Solamente los átomos que permanecen en el estado de menor energía responden al láser azul y provocan la fluorescencia que se expresa aquí. Fotografía: Sebastián Blatt, JILA, Universidad de Colorado.
Desde el comienzo del desarrollo en el decenio de 1950, los relojes atómicos se han hecho sobre la base hiperfina (microondas) de las transiciones en 1H (hidrógeno 1), 133Cs y 87Rb (rubidio 87). El primer reloj atómico comercial fue el Atomichron fabricado por la National Company. Se vendieron más de 50, entre 1956 y 1960. A esta máquina, voluminosa y cara, posteriormente la substituyeron dispositivos mucho más pequeños, de montaje en rack, como el modelo 5060 de Hewlett-Packard estándar, de frecuencia de cesio, lanzado en 1964. 
A finales del decenio de 1990, cuatro factores han contribuido a importantes avances en este tipo de relojes:
- Enfriamiento láser y atrapado de átomos.
- Cavidades de alta finura de Fabry-Pérot para líneas láser angostas.
- Espectroscopia láser de precisión.
- Un conveniente recuento de frecuencias ópticas utilizando peines ópticos.

En agosto de 2004, científicos del NIST demostraron un reloj atómico de chips. Según los investigadores, el tamaño del reloj sería de la centésima parte de cualquiera otro. También se proclamó que requería solo 75 milivatios (mW), lo que es idóneo para aplicaciones sustentadas en energía a base de pilas. Esta tecnología está disponible comercialmente desde 2011 (SA.45s CSAC Chip Scale Atomic Clock. 2011. 24 de mayo de 2012). 
En marzo de 2008, físicos del NIST demostraron un reloj basado en lógica cuántica sobre mercurio y sobre iones individuales de aluminio. Estos dos relojes son las más exactos que se han construido hasta la fecha. No se atrasan, ni se adelantan, a una velocidad que exceda en más de un segundo en mil millones de años.

## Desarrollos recientes

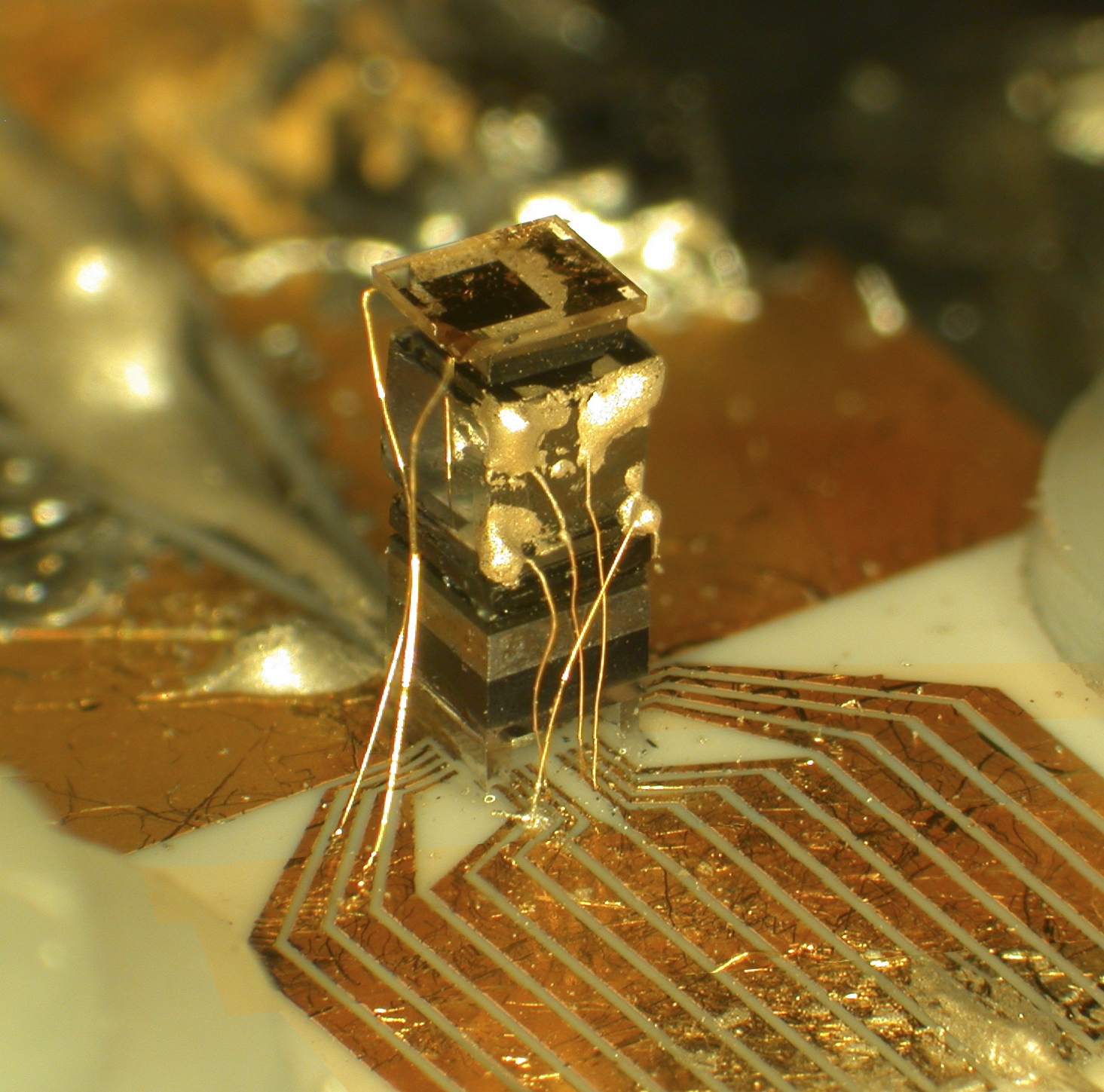
Un reloj atómico implementado en un circuito integrado desarrollado por el NIST.

A pesar de ello, los físicos continúan experimentando nuevas variaciones con másers, de: a) hidrógeno (Townes); b) bombeo óptico de rubidio (Kasler); c) los recientemente propuestos de mercurio, que permitirían alcanzar mayor precisión. También se mejora constantemente la precisión en los de cesio con láseres para enfriar los átomos, y la obtenida en el último reloj del NIST, el NIST-F1, puesto en marcha en 1999, que es del orden de un segundo en veinte millones de años.
En agosto de 2004, científicos del NIST hicieron la primera demostración de un reloj atómico del tamaño de un circuito integrado. Esto representa un reloj cien veces menor que cualquier otro construido hasta la fecha, cuyo consumo es de solo 0,079 vatios.

## Funcionamiento
El reloj mecánico depende de un péndulo para funcionar. El atómico trabaja mediante la frecuencia de las transiciones energéticas hiperfinas (en los rangos de microondas) en los átomos.
En un extremo del reloj de cesio hay un horno con una placa de cesio, del cual se evaporan iones de este metal. Los iones se presentan en dos estados dependientes del espín o giro (spin) del último electrón del cesio. La diferencia de energía entre estos dos estados corresponde a una frecuencia de 9 192 631 770 hercios (Hz). En cada estado las propiedades magnéticas de los iones son diferentes. Tras la evaporación se utiliza un imán para separar los iones y descartar los de mayor energía. Los iones de menor energía se reubican en una cámara.
El verdadero reloj es un oscilador electrónico que genera pulsos de una frecuencia ajustable. Se ajusta a la correspondiente a la transición hiperfina del cesio por el proceso de realimentación siguiente. Un radioemisor de microondas llena de manera uniforme la cavidad de la cámara con ondas radioeléctricas de la frecuencia del oscilador electrónico. Cuando la frecuencia de la onda radiada se acopla con la frecuencia de la transición hiperfina del cesio, los iones de cesio absorben la radiación y emiten luz. Una celda fotoeléctrica es sensible a la luz emitida y está conectada al oscilador electrónico con instrumentación electrónica. 
Para realizar la medición mediante estas partículas es necesario crear un campo electromagnético que no existe naturalmente en el Universo. El proceso se realiza dentro de una «trampa magneto-óptica»: esfera del tamaño de un melón, en la cual se inyectan átomos de cesio que, confinados en un campo magnético, propagan seis rayos de luz láser. De igual modo que una persona disminuye su paso ante una ráfaga de viento, los átomos reducen su velocidad al ser bombardeados por los láseres emitidos en todas direcciones. Mediante este método los átomos pueden reducir su velocidad hasta hacerla diez mil veces más lenta de lo normal. Cuando los átomos y los láseres chocan, se forma una nube de átomos muy lentos o ultrafríos.
Los usos más frecuentes de los relojes atómicos son:
- Redes de telefonía.
- Sistemas de Posicionamiento Global (GPS).
- Medición del tiempo.
- Calibración de equipos.

## Investigación
La mayoría de las investigaciones se centran en los objetivos, a menudo contradictorios, de que los relojes sean más pequeños, más baratos, más precisos y más confiables.
Las nuevas tecnologías, tales como peines de frecuencia de femtosegundo, redes ópticas e información cuántica, han permitido crear prototipos de la próxima generación de relojes atómicos. Estos se basan en la óptica, en vez de en transiciones de microondas. Un obstáculo importante para el desarrollo de un reloj óptico es la dificultad de medir directamente las frecuencias ópticas. Este problema se ha resuelto mediante el desarrollo de la autorreferencia en modo bloqueado de láseres, comúnmente conocida como peines de frecuencia de femtosegundo.
Antes de la demostración del peine de frecuencias en el año 2000, eran necesarias técnicas de terahercio para salvar la distancia entre frecuencias de radio y ópticas. Los sistemas respectivos eran engorrosos y complicados. En virtud del perfeccionamiento del peine de frecuencias, estas mediciones se han vuelto mucho más accesibles, y en todo el mundo se están desarrollando numerosos sistemas de relojes ópticos. 
Tal como en el rango de la radio, la espectroscopia de absorción se utiliza para estabilizar un oscilador (en este caso un láser). Cuando la frecuencia óptica se divide hacia abajo en una frecuencia de radio contable usando un peine de femtosegundos, la anchura de banda de la fase de ruido se divide también entre ese factor. Aunque generalmente tal anchura de banda de la fase de ruido del láser es mayor que las fuentes de microondas estables, después de la división es menor. 
Los dos sistemas primarios en estudio para uso en los patrones de frecuencia óptica son iones aislados en una trampa de iones y átomos neutros atrapados en una red óptica. Estas dos técnicas permiten que en gran medida los átomos o iones se aíslen de perturbaciones externas, lo cual genera una referencia de frecuencia extremadamente estable.
- Relojes ópticos. Ya han logrado mayor estabilidad y menor incertidumbre sistemática que los mejores relojes de microondas. Esto los coloca en una posición para reemplazar el estándar del tiempo: el reloj de fuente de cesio.

- Sistemas atómicos en consideración incluyen Al1+, Hg+ / 2+, Hg, Sr, Sr+ / 2+, In+ / 3+, Mg, Ca, Ca+, Yb+ / 2+ / 3+ e Y.

## Radiorrelojes
Un radiorreloj es un reloj que automáticamente se ajusta a la hora atómica por medio de señales de radio oficiales recibidas por un receptor de radio. Muchos minoristas venden radiorrelojes erróneamente como «relojes atómicos». Aunque las señales de radio que reciben provienen de relojes atómicos, estos no son relojes atómicos propiamente dichos. Proporcionan un medio de obtener la hora de alta precisión procedente de un reloj atómico, en una amplia zona, con un equipo barato.
Si bien las emisiones oficiales de la hora son en sí mismas extremadamente precisas, muchos radiorrelojes de consumo se sincronizan solo una vez al día, por lo cual solo consiguen una precisión de aproximadamente un segundo. Para obtener ventajas de la exactitud total de las señales horarias recibidas, deben utilizarse instrumentos receptores con capacidad de graduación de la hora. Por cada 300 kilómetros (186 millas) de distancia entre el transmisor y el receptor hay un retraso en la señal de aproximadamente 1 ms (un milisegundo).
Las señales horarias generadas en los relojes atómicos se difunden por transmisores de onda larga de radio gestionados por los gobiernos de muchos países, alrededor del mundo, como DCF77 (Alemania), HBG (Suiza), JJY (Japón), MSF (Reino Unido), TDF (Francia) y WWVB (Estados Unidos). Estas señales se pueden recibir desde muy lejos fuera de su país de origen. A veces, por la noche, la señal JJY se puede captar incluso en Australia Occidental y Tasmania. Así, hay muy pocas regiones del mundo donde la hora precisa procedente de relojes atómicos no esté disponible.

## Aplicaciones
Los relojes atómicos se utilizan para generar las frecuencias estándar. Se instalan en los sitios de señales de tiempo, LORAN-C, y transmisores de navegación Alfa. [cita requerida] También se han instalado en algunas estaciones de radiodifusión de ondas larga y media, para entregar frecuencias de transmisión muy precisas, que también pueden funcionar como frecuencias estándar. [cita requerida]
Además los relojes atómicos se utilizan en interferometría de línea de base larga en radioastronomía.
Los relojes atómicos constituyen la base del sistema de navegación GPS. La hora del reloj maestro GPS es una media ponderada de los relojes atómicos ubicados en las estaciones terrestres y de los colocados en los satélites GPS. Cada uno de ellos está dotado de varios relojes atómicos.

## Reloj atómico de aluminio
Físicos del National Institute of Standards and Technology (NIST) han construido una versión mejorada de reloj atómico experimental basado en un único átomo de aluminio. A febrero de 2009 es el reloj más preciso, ya que en 3700 millones de años no gana, ni pierde, siquiera un segundo (el reloj atómico de fuente de cesio pierde un segundo cada 100 millones de años).
Como la definición internacional de segundo (Sistema Internacional de Unidades) está basada en el átomo de cesio, este elemento permanece como regulador del transcurso del tiempo oficial. Por lo tanto ningún otro reloj puede ser más preciso que el de cesio.

## Sistema de posicionamiento global
El sistema GPS proporciona señales muy exactas de hora y frecuencia. Un receptor GPS funciona midiendo el tiempo de retraso relativo de las señales de cuatro o más satélites GPS, cada uno con tres o cuatro relojes atómicos de cesio o de rubidio a bordo. Los cuatro tiempos relativos se transforman matemáticamente en tres coordenadas de distancia absoluta y en una coordenada de tiempo absoluto.
La precisión de la hora es de alrededor de 50 nanosegundos (ns). Sin embargo, receptores GPS poco costosos probablemente no asignen alta prioridad a la actualización de la pantalla. Por ello la hora mostrada puede diferir notablemente de la hora interna. Las referencias a la precisión de la hora que utilizan los GPS se comercializan para uso en redes informáticas, laboratorios y redes de comunicaciones celulares. Mantienen la exactitud dentro del margen de alrededor de 50 ns.